# Vannoccio Biringuccio
Vannoccio Biringuccio, a veces escrito como Vannocio Biringuccio (1480 - 1539),  fue un metalúrgico italiano. Es conocido sobre todo por su libro sobre los metales, De la Pirotechnia, publicado  en 1540, que contiene la primera descripción del método para aislar el antimonio. Biringuccio  es considerado por algunos como el padre de la industria de la fundición pues De la pirotechnia es  el primer relato escrito sobre la práctica correcta de la fundición.  En su carrera laboral, estuvo a cargo de una mina de hierro cerca de Siena, y también a cargo de la ceca y el arsenal.  Estuvo a cargo de la fundición de cañones de Venecia y, más tarde, de Florencia.

## Biografía

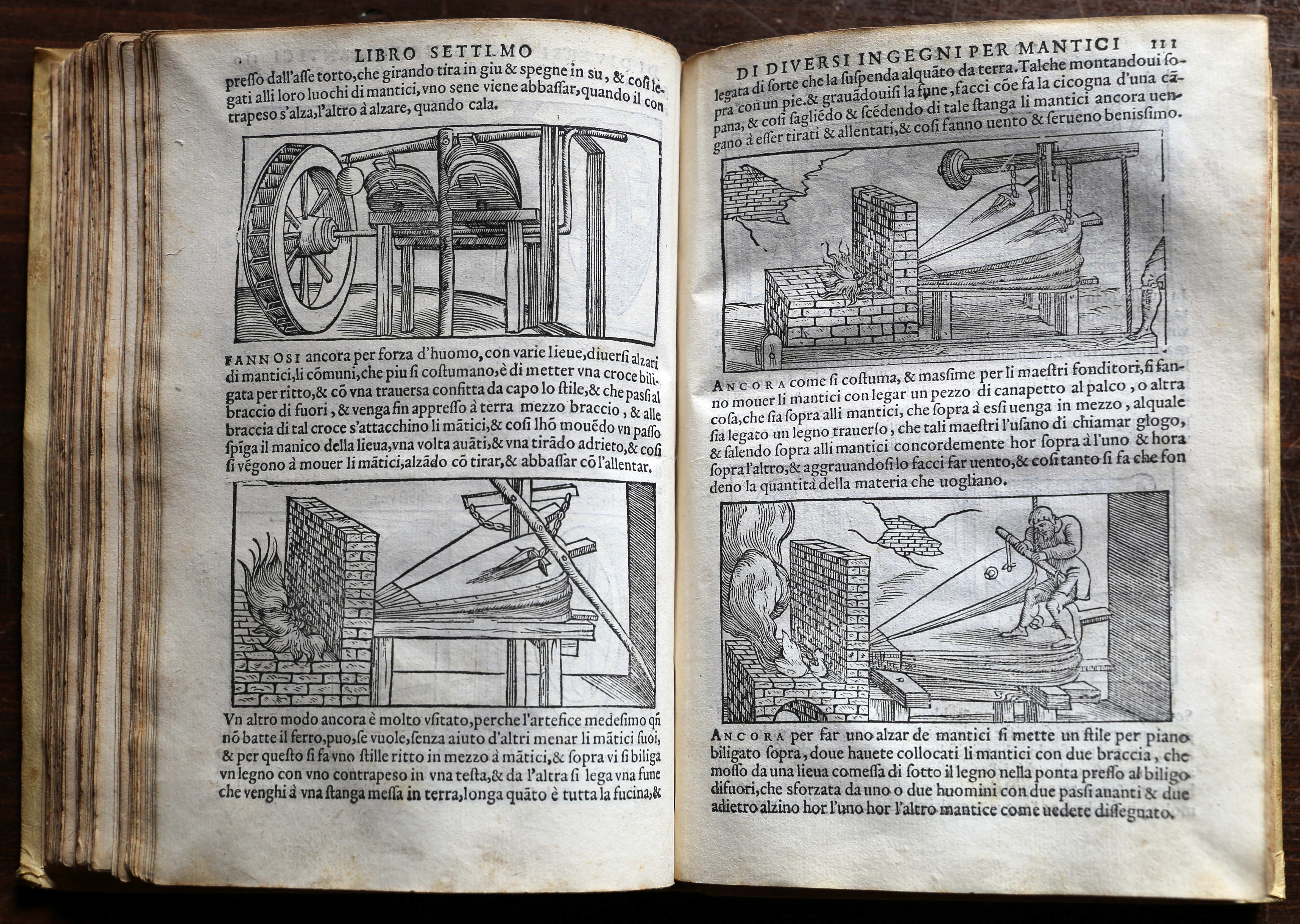
Pirotechnia

Biringuccio nació en Siena. Su padre, quien se cree que fue un arquitecto, fue Paolo Biringuccio y su madre fue Lucrecia di Bartolommeo Biringuccio. Fue bautizado el 20 de octubre de 1480.
Era seguidor de Pandolfo Petrucci, el jefe de la poderosa familia Petrucci. Pandolfo lo empleó como metalúrgico. Cuando murió Pandolfo, Biringuccio quedó ligado a la familia Petrucci, trabajando para el hijo de Pandolfo, Borghese Petrucci. Sin embargo, el levantamiento de 1515 obligó a los Borghese a huir de Siena, llevando a Biringuccio con ellos. Biringuccio viajó por Italia y visitó Sicilia en 1517.
En 1523 el Papa Clemente VII se encargó del restablecimiento de la familia Petrucci, y junto con ellos Biringuccio pudo volver del exilio. En 1524 se le concedió el monopolio de la producción de salitre en todo el territorio de Siena. Sin embargo, esta etapa fue de corta duración pues en 1526 los habitantes de Siena se rebelaron y echaron de nuevo a la familia Petrucci.  La familia hizo un intento (con la ayuda de Biringuccio) para recuperar Siena por la fuerza, pero dicho intento fracasó.
En 1530, Siena entró en una fase más tranquila, y regresó Biringuccio. Llegó a senador de la ciudad en enero y febrero de 1531, y participó en varios proyectos.
En 1536, la Iglesia le ofreció un trabajo en Roma, y en 1538 se convirtió en jefe de la fundición papal, y en director de municiones.
El lugar y la fecha exactas de la muerte es desconocida, todo lo que se sabe es que un documento de fecha 1539 menciona su muerte.